# Chokkejnyj Klub Lada Togliatti
Il Chokkejnyj Klub Lada Togliatti (in russo Хоккейный клуб «Лада» Тольятти?), normalmente indicato semplicemente come Lada Togliatti, è una squadra di hockey su ghiaccio russa, con sede nella città di Togliatti. Fu la prima squadra non moscovita a vincere il massimo titolo dell'hockey su ghiaccio sovietico e post-sovietico.

## Storia
Fu fondata nel 1976 con il nome di Torpedo Togliatti dalla casa automobilistica sovietica VAZ ed ha preso la denominazione attuale di Lada, che è poi quella con cui vengono vendute le automobili VAZ, nel 1988, così come il club calcistico della VAZ, che da FC Torpedo Togliatti divenne FC Lada Togliatti.
Ha vinto per due volte il campionato di hockey della CSI (1993-1994 e 1995-1996) diventando così la prima squadra non moscovita a vincere il titolo del massimo campionato hockeystico russo. Nei campionati 1992-1993 e 1994-1995, dopo aver vinto ambedue le volte l'Eastern Conference, arrivò invece al secondo posto battuta in finale playoff dalla Dinamo Mosca. Si classificò seconda due volte anche nella Russian Superleague (il campionato russo creato successivamente al campionato di hockey della CSI), anche in questo caso dopo aver vinto l'Eastern Conference (nel campionato 1996-1997) e dopo essere giunta al secondo posto nella regular season nel campionato 2004-2005.

Due anche i successi a livello europeo: nel 1997 si aggiudicò l'ultima edizione della Coppa dei Campioni prima che questa venisse soppiantata definitivamente dalla European Champions Cup, mentre nel 2006 ha vinto la Continental Cup.
In seguito alla soppressione della Russian Superleague ha disputato la Kontinental Hockey League, fino all'espulsione nel 2010 dalla Lega per non aver ottemperato agli obblighi riguardanti la dimensione dello stadio. Dalla stagione successiva disputa quindi la VHL, la Lega di livello inferiore alla KHL. Nel 2014 dopo la costruzione della nuova Lada Arena la squadra fu riammessa nella KHL.

## Palmarès

### Competizioni nazionali
- Campionato russo: 2

1993-1994, 1995-1996

### Competizioni internazionali
- Coppa dei Campioni: 1

1997
- IIHF Continental Cup: 1

2006